# 烟曲霉素
烟曲霉素（也译为夫马菌素）是一种有机化合物，分子式C26H34O7，1949年分离自烟曲霉（Aspergillus fumigatus），因而得名，用作抗微生物剂。烟曲霉素与其水解产物烟曲霉醇是有机全合成的重要目标。